# Gastrotheca zeugocystis
Gastrotheca zeugocystis és una espècie de granota de la família Amphignathodontidae. És endèmica del Perú. El seu hàbitat natural se centra en montans tropicals o subtropicals secs. Està amenaçada d'extinció per la pèrdua del seu hàbitat natural.